# 2000 YY1
2000 YY1, também escrito como 2000 YY1, é um corpo celeste que é classificado como um centauro, numa classificação estendida de centauros. O mesmo possui uma magnitude absoluta de 7,1 e tem um diâmetro com cerca de 167 km.

## Descoberta
2000 YY1 foi descoberto no dia 17 de dezembro de 2000 pelos astrônomos M. J. Holman, B. Gladman, e T. Grav.

## Órbita
A órbita de 2000 YY1 tem uma excentricidade de 0,534 e possui um semieixo maior de 64,026 UA. O seu periélio leva o mesmo a uma distância de 29,824 UA em relação ao Sol e seu afélio a 98,228 UA.